# Voo SA de Transport Aérien 730
O Voo SA de Transport Aérien 730 era um voo charter que ligava Genebra, na Suíça, ao Funchal, na ilha da Madeira, Portugal, programado para o dia 18 de dezembro de 1977. Durante a aproximação para o pouso no aeroporto do Funchal, a aeronave ultrapassou o ponto de aterrissagem e caiu no mar. Dos seus 57 ocupantes, 35 passageiros e uma assistente de bordo (aeromoça) morreram afogados enquanto que 17 passageiros e os 4 tripulantes restantes sobreviveram ao desastre.

## Aeronave
Após o lançamento do de Havilland Comet, o primeiro jato comercial do mundo, o governo francês incentivou sua indústria local a projetar uma aeronave a jato similar. Assim surgiu o Caravelle. O primeiro voo da aeronave foi efetuado em 27 de maio de 1955. Após o sucesso dos testes, a aeronave foi vendida para diversas companhias aéreas do mundo, tendo entrado em serviço primeiro pela SAS em 1959. Durante a década de 1960, o Caravelle era, ao lado do Boeing 707 e do Douglas DC-8, um dos principais jatos comerciais do mundo. Na década seguinte, começou a ser retirado de serviços pelas principais companhias aéreas, que o substituíram pelo Boeing 727, que o comercializaram com companhias menores ou convertiam as aeronaves para o transporte de cargas. A Sud Aviation construiu 282 exemplares do Caravelle, de diversas versões, sendo que a última aeronave foi retirada de serviço apenas em julho de 2005 pela companhia aérea africana Waltair.
A aeronave destruída no acidente foi fabricada em 1965, tendo realizado seu primeiro voo (utilizando o registro provisório F-BNFE ) em 3 de dezembro daquele ano. Adquirida pela Royal Jordanian Airlines, foi entregue em 25 de fevereiro de 1966.Na Jordânia, a aeronave foi registrada JY-ACT e recebeu da companhia aérea o nome Jerusalem. Após voar nas cores da Alia por cerca de sete anos, onde foi empregada em rotas regionais no Oriente Médio e ocasionalmente na ligação entre a Eupora e o Oriente Médio, a aeronave foi vendida para a empresa suíça SA de Transport Aérien (SATA), tendo sido entregue a sua nova proprietária em 21 de março de 1973, quando foi registrada HB-ICK. Até o momento do acidente, o Caravelle HB-ICK tinha 21 134 horas de voo e havia passado por recente revisão.

## Acidente
O Voo 730 da SA de Transport Aérien foi idealizado por diversas agências de viagem suíças que vendiam pacotes turísticos para a Ilha da Madeira. Após o fechamento dos pacotes de viagem, o voo foi programado para ocorrer no dia 18 de dezembro de 1977. Neste dia, o Sud Aviation Caravelle 10B, prefixo HB-ICK decolou do aeroporto de Zurique e pousou em Genebra as 14h30 (GMT). Após o embarque de todos os passageiros, a aeronave foi autorizada a taxiar as 15h30, tendo recebido autorização da torre de controle para decolar 4 minutos mais tarde. Durante as verificações de rotina, a tripulação identificou um problema em uma bomba hidráulica (que necessitou ser substituída), o que levou ao cancelamento da decolagem. Após a substituição da peça danificada e dos respetivos testes e verificações, a aeronave recebe nova autorização da torre de controle do aeroporto de Genebra  e taxia pelas pistas auxiliares do aeroporto as 16h15. Nove minutos mais tarde, a decolagem foi autorizada e o Caravelle decola, iniciando o voo 730.
Nenhuma anormalidade foi identificada durante o voo, que transcorreu de forma tranquila, de forma que o Caravelle alcança a região da Madeira por volta das 19h. O tempo era calmo e permitia aproximação por meios visuais. A torre de controle do Aeroporto da Madeira vetoriza o voo 730 para o pouso na pista 06. Por volta das 20h11, a torre de controle pergunta aos tripulantes sobre as luzes de pouso, tendo os mesmo informado que já as avistavam e se preparavam para o pouso. Essa foi a última comunicação travada entre a torre de controle do aeroporto e o voo 730. A aeronave passou próximo a pista de pouso e caiu no mar, cerca de 4 km da cabeceira da pista 06.
O impacto com as águas foi, de certa forma, suave. Os tripulantes e passageiros só perceberam que algo errado estava acontecendo quando a água começou a entrar pelas janelas da cabine de comando e por um imenso rombo no teto do salão de passageiros. Esse dano na fuselagem fez com que a aeronave afundasse rapidamente. Alguns passageiros e tripulantes conseguiram sair da aeronave antes que a mesma afundasse pouco mais de dois minutos após amarar. Ao mesmo tempo, as autoridades lançavam lanchas de resgate e intimavam as demais embarcações próximas a realizar o resgate dos sobreviventes. Essas embarcações recolheram 17 passageiros e 4 tripulantes (incluindo piloto e o co-piloto). Os demais ocupantes da aeronave (1 tripulante e 35 passageiros) acabaram afundando com a aeronave, de forma que seus corpos (assim como a aeronave) jamais foram recuperados.

## Investigações

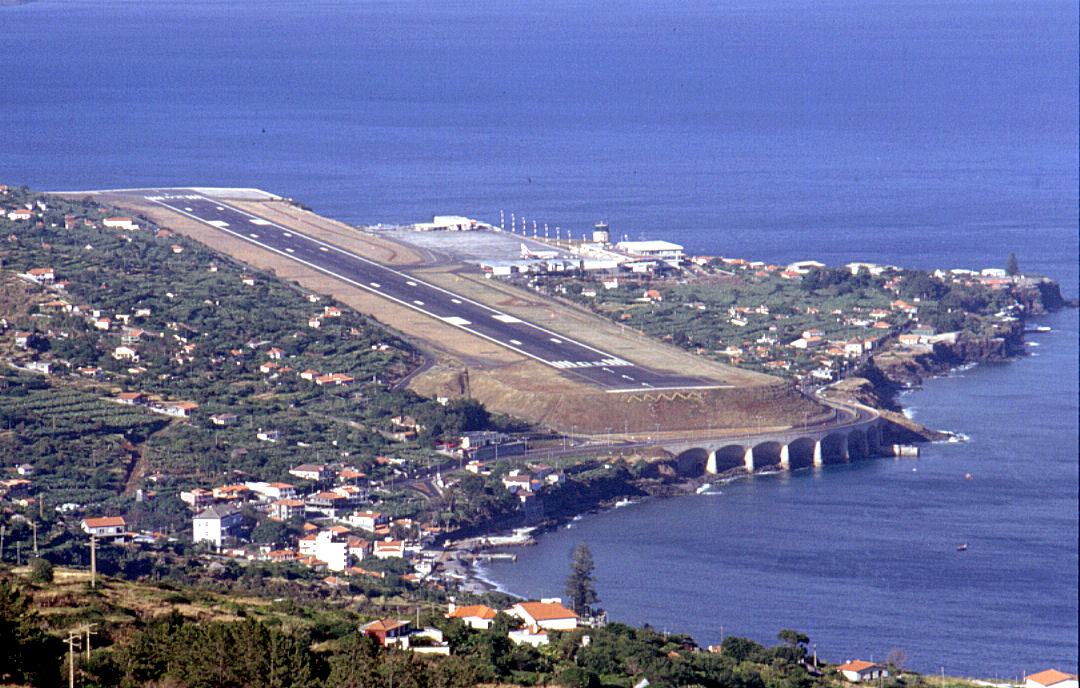
Aeroporto da Ilha da Madeira em 1990.Os acidentes com as aeronaves da TAP e da SATA obrigaram as autoridades portuguesas a realizar, na década de 1980, obras de ampliação da perigosa pista de 1600 m para 1800 m. Após novas obras realizadas no início da década de 2000, a pista foi ampliada para os atuais 2781 m.

A Direção-Geral da Aeronáutica Civil de Portugal iniciou as investigações, porém não conseguiu recuperar a caixa preta da aeronave, que encontra-se a 105 m de profundidade, dividida em dois grandes pedaços. Com base nos testemunhos da tripulação, dos controladores de voo do aeroporto da Ilha da Madeira e com os dados obtidos por equipamentos de radar do aeroporto, a comissão de investigação concluiu que o acidente ocorreu por conta de falha humana , agravada pelos seguintes motivos:
- Inexperiência da tripulação em operações noturna no aeroporto da Ilha da Madeira;
- Problemas nos cintos de segurança dos passageiros, segundo o testemunho de alguns sobreviventes (que encontraram grande dificuldade em desafivelar seus cintos). A Sud Aviation demonstrou, em testes na França, que os cintos podiam emperrar caso algum corpo estranho penetrasse na fivela de travamento dos mesmos;

| “ | O acidente resultou duma amaragem involuntária que aconteceu durante a aproximação. A passagem do avião abaixo da ladeira (rampa) de descida pode ter origem na falta de coordenação entre os pilotos e na ilusão sensorial da tripulação preocupada com a procura dos sinais visuais | ” |

## Consequências
O acidente com o voo 730 ocorreu menos de um mês depois do desastre com o Voo 725 da TAP. No dia seguinte, um comandante da TAP se recusou a pousar no aeroporto, pousando o Boeing 727 que comandava no Aeroporto do Porto Santo. Esses acidentes trouxeram questionamentos a segurança do aeroporto da Madeira, considerado a época um dos mais perigosos do mundo. A sua pista curta acabou sendo ampliada diversas vezes na década de 1980 até à realização da grande obra de ampliação da pista, projetada pelo engenheiro António Segadães Tavares e inaugurada em 2004.
A queda da aeronave e as consequentes indemnizações aos passageiros e ou seus familiares levaram a empresa aérea suíça a falência no ano seguinte.
A fuselagem da aeronave foi encontrada por uma equipe de mergulhadores esportivos em outubro de 2011.